# スマッシュ!
『スマッシュ!』は、咲香里による日本の漫画作品。バドミントンを題材にしている。『週刊少年マガジン』（講談社）2006年33号から2010年20号まで連載された。

## 概要
前作『やまとの羽根』、そしてこの作品のパイロット版に当たる読み切り作品「ラブオールプレー」に続く、咲香里のバドミントン漫画3作目。この作品には一部のキャラクターが、咲香里の前作『やまとの羽根』から引き続き登場しており（後述）、該当作の正統な続編であることが判る。

## あらすじ
バドミントン部に所属する東翔太は、中学最後の冬休みに運命の出会いをする。学校で見知らぬ少女が泣いているのを見かけた翔太は、その少女と試合をした。しかし次の日から、その子のことが頭から離れない。バドミントンが強くて可愛い、翔太が好意を持った名前も知らない謎めいた少女…。彼女との出会いが、翔太をバドミントンの世界へ導いていく。

## 登場人物

### 主要メンバー
東翔太（あずま しょうた）
身長175cm、体重65kg、血液型O型、右利き ガットテンション25 東京都出身
主人公。普段は誰に対しても優しく温厚な性格をしているが感情的になることもある。亜南のことを「亜南くん」と呼んでいたが、亜南のプレーに慈悲がないと思って殴った時から呼び捨てにしている。4人家族のような描写がみられる。
中学3年の冬に偶然ゲームをやって以来優飛のプレーに憧れ、優飛に会うために東城第二高校に入学した。強くなりたい一心で練習に励み、高校最初の新人戦で亜南と組んだダブルスで優勝を飾る。
当初、優飛に対しては片思いだったが、次第にお互いに惹かれ合い付き合うことになったが、現在は優飛が大阪に転校した為、遠距離恋愛中である。そんな一方で3年の蛯沢や1年の川瀬にも好意を寄せられており、その上でバドミントン部の男子の中では女子からの人気はかなり高く、久我山からの嫉妬の眼差しを浴びることも…。
中学3年の冬まではスマッシュに光るモノがあったが、大した選手ではなかった。
シングルス・ダブルスをどちらも器用にこなすユーティリティ性があり、自身の体とコートまでの空間認知能力に長けており、ミスが少ないのが最大の持ち味である。また自分の試合や他人の試合の内容を全て覚えているなど記憶力が高い。ルービックキューブを56秒で揃えるといった変わった特技を持っている。将棋も指せる。
インターハイ予選では亜南と組んだダブルスは、1年生コンビながら準優勝し、本戦出場を決める。シングルスではキャリア・実績共に上回る神尾と対戦し、試合中に神尾を圧倒し、亜南の実力を越す程の急成長を見せるが、その成長に身体の方がついてこられず、試合終盤の勝利目前の場面でアキレス腱を断裂する。バドミントン選手としての成長期中に大怪我をしてしまったことで絶望の淵に立たされたが、周囲の支えもあり、懸命にリハビリテーションを続け、全国選抜大会前に復活を遂げた。
高校1年時の全国選抜大会でエースとしてチームを牽引し、団体戦で優勝。個人戦のシングルスも優勝し、2冠を達成する。
全国大会での実績からU-19ナショナルメンバーに選出され、合宿中に同世代の選手達と交流を深めた。
中国人選手である林健一に激戦の末敗れ、優飛と別れることになる。（番外編では世界ジュニア選手権の時に彼女に告白する。）
翌日、海外選手と渡り合える実力をつけるために、神尾を頼り東南アジア武者修行に出発。夏休みを利用して各地を転々と周り、レベルアップをして帰国。その直後、亜南と共に世界ジュニア選手権へ出場。海外選手との実力の差を痛感し、シングルスでは良い結果は残せなかったが、亜南と組んだダブルスでは大激戦の末、見事に優勝した。その後、オリンピックに出場。決勝戦で林を破り、オリンピック史上初男子シングルス日本選手として金メダルを獲得した。決勝戦の最中に声を取り戻した優飛に告白され、復縁した。
鬼頭優飛（きとう ゆうひ）
身長166cm A型 右利き 東京都出身
ヒロイン。美華の妹。翔太と同じ学年。翔太と一緒にバドミントンに励んでいる。泣き虫で甘えっ子。
過去に起きた家族の交通事故のショックを引きずっており、喋ることができない。そのため、会話は全て筆談で行っている。
本当の「天才」ともいえる、男女併せた登場人物中トップクラスのバドミントン選手。ナショナルチームのメンバーに選出されるほどの才能を持つが、メンタル上の問題で昔から見知った相手とのゲームには弱い。負けられない自分にプレッシャーを感じていて、翔太の楽しそうなプレーに憧れているところがある。他を圧倒するスピードと多彩な技が武器。
翔太からは、亜南と互角以上の実力と評価されている。亜南との初勝負では、途中から本気を出して彼を追い込めるも姉によって中断される。再戦では、互角に打ち合っていたが亜南の勝手な言動により終了される。
U-19代表メンバーに選出され、シンガポール大会でも優勝を果たした。
番外編を見る限り、彼女も世界ジュニア選手権に出場するようである。
翔太のことが気になって東城第二に転入するが、本格的にバドミントンをやるため、大阪に転校する。
翔太とは喧嘩したことがないほど仲が良い。彼と付き合った事や自身の道を選ぶ事で徐々にメンタル面を克服し始め、その才能を更に開花させ、若くして別格のプレーヤーとして覚醒を始める。
翔太に辛い思いをしてほしくないため、インターハイ後に彼と別れる。だが番外編で翔太に再度告白され、オリンピック決勝戦後に再び想いが通じた。
オリンピック男子シングルス決勝戦の最中に、翔太への応援で遂に声を取り戻した。
羽柴亜南（はしば あなん）
身長176cm、体重62kg、血液型A型、右利き、ガットテンション28lbs 東京都出身
翔太のダブルスパートナー。翔太と同じ学年。緻密かつ変化に富んだショットが武器。
非常に勝ち気な性格で自分の思ったことを何でもはっきりと口にしてしまう。また頭に血が上ると暴力を振るうこともある。かなりの負けず嫌いで短気。
高校入学時点では、同級生に全国大会で活躍した選手がいたにも関わらず、ルーキー№１、トップレベルだと美華に認められる程の実力。反対に、強いだけでは勝てない、悪い意味での“勝負にこだわる”というプレーも知られている。インターハイシングルス予選では準決勝で美都と対決し敗れ3位。準優勝の神尾に勝てる自信はあったが、対神尾戦時の翔太に実力を越されてしまい悔しがる。翔太とのダブルスで、インターハイ出場や全国選抜大会出場を果たしている。
シングルスを諦めたわけではないが、自分よりも才能のあると分かった翔太と組んでダブルス優勝することを選んだ。2年に進級してからは翔太の代わりに第三シングルスを任されたこともあったが、基本的にダブルス選手。
松永からは、「翔太：５、亜南：４」と評価されたり、長瀬から「欠点やミスがあるわけでなく翔太が強すぎる」と評価された。ダブルスでは、よく相手に攻めの対象にされる。
全国大会での活躍が認められ、翔太と共にU-19ナショナルメンバーに選出されている。また、世界ジュニア選手権にもダブルス選手として出場し、大激戦の末、見事に優勝した。この試合を通じて、自分と真剣に向き合ってくれる翔太を相棒と認め、彼や美羽、源一郎の存在から自分が孤独ではないことを知った。
実家は資産家で、兄は勉強やスポーツで優秀な成績を残しており、その優秀な兄と自分を比べる父親に反発して家を飛び出して今は寮で生活している。5歳の時に母親が病死し、父親が仕事を優先していたため、親の愛情を知らない環境で育ってきた。また、父親が厳しく、勝った時にしか子供を認めなかったため、勝たないと人に認めてもらえないと思い込んでいる。
美羽に好意を抱いているが、不器用で素直になれない性格が災いし、想いを上手く伝えられずにいる。美羽が翔太に失恋して以降、彼なりに好意を示してはいるものの、それを言葉にすることができなかった。しかし高校2年の春に、全国大会で優勝することを条件に交際の約束を強引に結びつける。大会を順調に勝ち進むが、急な成長を遂げたことによって、手首にひびが入ってしまい敗北。勝つことでしか自分を受け入れてもらえないと思いこみ、美羽のことを諦めようとするが、逆に彼女に告白され、やっとの思いで両想いとなる。独占欲が強く、想いが通じ合う前でも自分以外の男と二人きりにならないことを美羽に強要したり、文化祭で彼女がコスプレした時には写真を撮られたくないがために着替えるように促している。また、美羽に想いを寄せている大和や海斗には敵対心をむき出しにしている。交際が始まってからの番外編では、ついに美羽の名前を呼ぶ。
岡本美羽（おかもと みわ）
身長160cm A型 右利き ガットテンション22 東京都出身
翔太と同じ学年で、翔太とは家が隣同士で幼馴染。気が強いが泣き虫。ツンデレ。愛称は「美羽っち」。
シングルス選手。元々欠点のないプレーをしていたが、人間関係での精神的成長を経て徐々にその才能を開花させ、亜南や美華も認めるチームのエースとなる。得意技はリバースカット。
中学の頃から、バドミントンが強く、バドミントンの強豪校である東城第二高校に推薦で入学した。
茶色のミディアムヘアーを二つ結びにしていたが、高校1年の3月にベリーショートに、高校2年のインターハイ時は髪が少し伸びてゆるいウェーブがかかった髪型になる。最終話では二つ結びに戻っている。
全中ベスト8で、高校1年時でも団体戦のメンバーに入るなど元々実力は高かったが、個人戦シングルス予選3回戦で優飛に惨敗する。困難を乗り越えた後は、亜南とのミックスで野原・高柳ペアと互角に渡り合えたり、個人戦シングルスでもインターハイ出場を果たすなどの活躍を見せる。
翔太のことが好きだったが失恋し、現在は友達と認識している。
亜南との初対面は最悪で顔を合わせる度に口喧嘩をしていた。(→1巻参照)しかし、亜南の複雑な家庭環境や心情を知っていく内に彼のことを意識するようになり、無意識にしてしまった「優勝したらキス」という約束を本気にしている彼の姿をみて、翔太から彼に気持ちが動いていたことを明確にする。亜南からの誘いでデートした時に、以前したキスの約束でお互いに勘違いしていたことが発覚し、悩んだ末に亜南から「全国優勝したら付き合う」という約束を強引に結び付けられる。了承するものの、負けたらすっぱり諦めるという発言に困惑し、更に彼が海斗の宣戦布告に応じてしまったことから彼の本心がわからなくなる。亜南の実兄で家族で唯一の理解者でもある源一郎に悩みを打ち明け、彼の言葉によって亜南への気持ちを再確認する。その後、亜南に告白し恋人同士となる。

### 東城第二高校
全国屈指のバドミントン名門校。インターハイ団体・ダブルス・シングルス全ての部門で優勝している実績がある。団体戦では17回も優勝している強豪校である。東京都にある。

#### 男子部

##### 2年生
#7 - #87では1年。#88以降は2年。翔太と亜南を含めて8名いる。
松永隆（まつなが たかし）
173cm 63kg B型 右利き ガットテンション23
翔太と同じ学年で現男子バド部部長。中学時代には全国大会で個人優勝している。
バドミントン雑誌を持ち歩き用と保存用の2冊買うほどのバドミントンマニア。東城第二に入学した理由も、全国レベルで活躍する有名な先輩たちに憧れたからである。実は彼女持ち。長瀬とはメル友。2年生に進級したての時に「翔太：5、亜南：4、本人・拓：3」と実力を評価している。新人戦の結果はベスト8。インターハイ予選個人戦シングルスでは亜南や翔太よりも早く敗退してしまう（美和が予選３回戦をしている時にはもう負けていた）。ダブルスでは3年生の星野と組むが、敗退した模様。団体戦では主にシングルスとして出るが、予選、本選両方とも惜敗してしまうことが多い。
石川貢（いしかわ みつぐ）
179cm 68kg O型 右利き ガットテンション25
翔太と同じ学年。中学時代には全国大会で準優勝している。
パワーで押していくタイプ。新人戦の結果は３位。夏のインターハイ予選個人戦ダブルスでは、河本と組むも敗退。親睦会の罰ゲームではOGの井田に力強いプレーをするという理由で告白した。
河本拓（かわもと たく）
176cm 63kg A型 右利き ガットテンション25
翔太と同じ学年。小学生時代に全国大会で優勝し、中学時代にはベスト8入りした。新人戦ではベスト8には入った。
プレーは荒いが、精神面が強い。
森優太（もり ゆうた）
162cm 55kg O型 右利き ガットテンション25
翔太と同じ学年。中学時代に全国大会に出場した。新人戦では樹本と組み、ベスト8には入った。
林悠斗（はやし ゆうと）
178cm 67kg AB型 右利き ガットテンション25
翔太と同じ学年。中学時代に全国大会に出場した。
樹本蓮（きもと れん）
165cm 60kg A型 右利き ガットテンション23
翔太と同じ学年。中学時代に全国大会に出場した。新人戦では森と組み、ベスト8に入った。

##### 3年生
#7 - #87までは2年。#88以降は3年。6名いる。
野原正善（のはら まさよし）
173cm 62kg A型 右利き ガットテンション24
元男子バド部部長、翔太より1つ学年が上。眼鏡がトレードマーク。久我山とダブルスを組んでいる。
登場は三年（吉川たちの代）引退から。コースを作るのが上手く、セオリー通りのプレーをする。
眼鏡を取るとかなりの美形。女子部の佐久間に好かれている。
久我山亮（くがやま りょう）
175cm 65kg O型 右利き ガットテンション26
翔太より1つ学年が上。野原とダブルスを組んでいる。強打で押していくパワーヒッタータイプ。
自分より実力のある翔太をいびったり亜南と一触即発になりかけたが、内心気に入らない吉川の事に関しては亜南と意見が合っている。
合宿の時、夜に、男子部と女子部合同の肝試しを計画するなど、女子との接点を持ちたがっている。
山崎恭介（やまざき きょうすけ）
168cm 60kg B型 右利き ガットテンション28
翔太より1つ学年が上。序盤より登場していた。団体戦にはよくオーダーに入っている。
精神面で弱く、彼女にフラれた時は惨敗していた。だが、実力は高い模様。
水野健太（みずの けんた）
175cm 62kg O型 左利き ガットテンション23
翔太より1つ学年が上。OBの星野を身近な目標にしていた。
北先生に分析力を見出されてマネージャーに任命される。
大木雅人（おおき まさと）
170cm 61kg A型 右利き ガットテンション25
翔太より1つ学年が上。
伊勢家一（いせや はじめ）
176cm 68kg O型 右利き ガットテンション27
翔太より1つ学年が上。

##### 1年生
#88以降に入学した新入部員。5名いる。
桜井太陽（さくらい たいよう）
168cm 61kg B型 右利き ガットテンション22
翔太より1つ学年が下。やる気はあるが部内で最も下手。海斗とはイトコ。
しかし脚力とゲームメークの能力は持っており、翔太はそれに気づいている。
幼い頃は海斗より飲み込みが早かったが、技ができるようになるとその練習に飽きてしまい、その繰り返しをしている内に地道に練習を続けてきた海斗に先を越されてしまう。
現在は本気でバドミントンに打ち込むようになり、休み時間でも練習している。
桜井海斗（さくらい かいと）
172cm 60kg A型 右利き ガットテンション26
翔太より1つ学年が下。新入部員の中では、一番の実力者。中学時代に全国大会でベスト4。
太陽とはイトコ。普段は眼鏡を掛けているが、試合中や練習中は外すらしい。美羽に気があり、彼女に亜南と付き合っていないことを確認した後、告白した。振られてしまうものの諦めていない様子。その為、亜南との間には奇妙な確執が生まれている。
坂崎紘一（さかざき こういち）
170cm 60kg A型 右利き ガットテンション23 千葉県出身
翔太より1つ学年が下。中学時代に全国大会でベスト8。
高柳に淡い想いを寄せていたが、彼女の美都への公開告白により、想いを伝えられないまま終わってしまった。
不破一徹（ふわ いってつ）
165cm 63kg A型 右利き ガットテンション25 新潟県出身
翔太より1つ学年が下。中学時代に全国大会でベスト8。
普段は無口だが、寝ている時はいびきで自己主張をする。
川口武士（かわぐち たけし）
182cm 68kg O型 右利き ガットテンション25 神奈川県出身
翔太より1つ学年が下。神奈川県から通っている。男子バド部の中で1番背が高い。

#### 女子部

##### 2年生
#7 - #87では1年。#88以降は2年。元は6名だったが、優飛の転校により、現在美羽を含めて5名。
長瀬千香（ながせ ちか）
165cm O型 右利き ガットテンション21
翔太と同じ学年で現女子バド部部長。松永とはメル友。家は整骨院。霊感が強いらしい。
佐久間鈴（さくま すず）／佐々間鈴（ささま すず）初期の紹介
158cm A型 右利き ガットテンション21
入浴シーンで「佐々間鈴」と紹介されたことがある。
翔太と同じ学年。野原に好意を寄せている。
篠原羽緒（しのはら はお）
159cm B型 右利き ガットテンション20
翔太と同じ学年。背が低いことを気にしている。
宮沢桜（みやざわ さくら）
173cm B型 右利き ガットテンション23
翔太と同じ学年。

##### 3年生
#7 - #87までは2年だった。#88以降は3年。6名いる。
蛯沢美鈴（えびさわ みすず）
170cm B型 右利き ガットテンション24
翔太より1つ学年が上。女子バドミントン部員。高柳や富永からは「すず」と呼ばれている。作中でも屈指の巨乳で現在も成長中。
ダブルス向きの選手。得意技はスマッシュで、後衛からの強打が武器。ペアを組む高柳から昔から上手かったと評価されている。
翔太に惚れており、バレンタインデーの時にロッカーへ本命チョコを入れたりシングルス決勝で翔太に対し観客席から大声で激励したりするなど行動派。ただ翔太と優飛がつき合っている事を知っており、かなわぬ恋に泣くこともある。
性格は天然系で、一つの事に集中すると周りが見えなくなる模様。スタイルがよく、他校の男子からも注目されているが、本人は遊んでいる風に見られるということで嫌がっている。基本的に恥ずかしがり屋で学園祭では比較的普通のデザインであるウエイトレスの格好ですら嫌がっていたが、翔太絡みになると例外で露出度の高いバドガールの格好もする。
高柳莉紗（たかやなぎ りさ）
168cm O型 右利き ガットテンション23
元女子バド部部長。翔太より1つ学年が上。蛯沢と一緒にダブルスを組んでいる。蛯沢や富永からは「リサ」と呼ばれている。
たまに自分に酔ってしまうところがあり、後輩たちの前で論説を始めてしまうことがある。
やや気性が荒いところがあるが、それは強くなりたいと思うが故である。
1つ上の美都に好意を抱いており、隠し撮りしたり、美都が所属する実業団の行動をネットで調べたりするほどである。彼の前だと緊張してしまい、合宿時に恥ずかしさのあまり公開告白してしまう。その後、美都が林の妹である瑠玲に想いを寄せるようになったことから振られてしまった模様。
富永凛（とみなが りん）
166cm A型 右利き ガットテンション20
翔太より1つ学年が上。切りそろえた前髪と二つ結びが特徴で、すずやリサと同じクラス。
番外編ではコスプレ好きの姉の衣装を借りて学園祭でコスプレ喫茶を開いていた。
1年にもコスプレをさせて撮影会をやったり、ウエイトレスも嫌がっていたすずにバドガールの格好をさせたところを見るとかなりの口達者である。
辻村真琴（つじむら まこと）
160cm A型 右利き ガットテンション22
翔太より1つ学年が上。
東野寧々（ひがしの ねね）
159cm O型 右利き ガットテンション23
翔太より1つ学年が上。
田丸由菜（たまる ゆな）
156cm A型 右利き ガットテンション22
翔太より1つ学年が上。

##### 1年生
#88以降に入学した新入部員。4名いる。
川瀬ひより（かわせ ひより）
166cm AB型 右利き ガットテンション20
翔太より1つ学年が下。ゲームメイクのセンスがある模様。優飛に憧れて東城第二に入学。自信を持たせてくれた翔太に好意を抱く。
寺本依音（てらもと いおん）
163cm B型 右利き ガットテンション22
翔太より1つ学年が下。全中3位の実力を誇るが、美羽に完敗する。
那須琴美（なす ことみ）
161cm O型 右利き ガットテンション18
翔太より1つ学年が下。泣きやすい。
典型的なドジっ娘であり、周りからバカ扱いされているが、あまりのドジっぷりに亜南が放っておけないらしく色々とアドバイスをしている。
真鍋陽菜（まなべ ひな）
158cm A型 右利き ガットテンション20
翔太より1つ学年が下。以前は親の転勤で転校を繰り返していた模様。

#### OB
美都陽二（みと ようじ）
178cm 66kg O型 右利き ガットテンション35 埼玉県出身
翔太より2つ学年が上。東城第二高校男子バドミントン部の元エースで、在学の時に彼を凌ぐチームメイトは存在しなかった。1年生№1の亜南にも21－12で負かしてしまう。今はナショナルチームの最年少メンバー。
インターハイダブルス予選では吉川と組み、翔太・亜南コンビをストレートで下しての優勝を決め、本選でも優勝を果たしている。インターハイシングルス3連覇。
色々な意味で要領が良く、高柳から公開告白された時は、驚きつつもうまくその場を切り抜けていた。だが熱血タイプは苦手で、熱血漢である進崎コーチのことを苦手としている。
卒業後は実業団に所属し、各国を渡って練習に励んでいる。翔太たちの応援でインターハイに駆け付けた際に出会った瑠玲のことが好きになり、積極的にアピールしている。
吉川陸（よしかわ りく）
177cm 65kg A型 右利き ガットテンション27 東京都出身
翔太より2つ学年が上。元男子バドミントン部部長。
1年のときには美都と並ぶ実力を誇っていたが、2年のときに左膝を故障。
美都に「他にはコンビを組むヤツはいない」と言わせるほどで、インターハイ予選では美都と組んで、翔太・亜南コンビをストレートで下してインターハイ出場を決める。高校3年時インターハイダブルス優勝者。３年時のシングルスの実力は美都の次くらいといわれ、後輩で群を抜いている亜南にも22－20で勝利する。
塩田のことが好きだが、美都が塩田のことを好きだと勘違いしていて自分が一歩引いていた。実は塩田も吉川のことが好きで相思相愛の関係。インターハイの夜に少し落ち込み気味だった塩田を慰めるために自ら告白、以来付き合い始め卒業後も関係は良好の様子。
強面で口が悪く一見近寄りがたい雰囲気が漂っているが、周りの状況を的確に把握し、適切なアドバイスをするなど、部長として面倒見はかなり良いようで慕う後輩も多い。
卒業後は大学のバドミントン部に入部。後輩の夏合宿にOBとして参加し、翔太や久我山達にレベルアップのきっかけをつくった。また、塩田と仲の良い美羽に彼女へのプレゼントの相談をし、自身も美羽から相談を受け動揺しつつもアドバイスをした。
進崎洋（しんざき ひろし）
東城第二高校のOBであり、実業団に所属していたプレイヤー。熱血漢。
現在は男子バドミントン部のコーチをしている。

#### OG
塩田麗（しおた れい）
翔太より2つ学年が上。オグシオの潮田玲子がモデルとなったキャラクター。美羽と仲が良い。吉川にバレンタインのチョコを渡す、何度か吉川に告白して振られた経験があるなど、意外と行動派。
吉川に告白したことがあるが、「塩田は美都のことが好き」と誤解され、断られてしまう。
誤解が解けると同時に吉川から告白された。高校卒業後も、2人の関係は順調。
小倉（おぐら）
翔太より2つ学年が上。オグシオの小椋久美子がモデルとなったキャラクター。
井田（いだ）
翔太より2つ学年が上。親睦会の罰ゲームで石川に告白され、驚いていた。
石川曰く、「プレーが力強くて、かっこいい」とのこと。本人はショックだった模様。

#### バド部顧問
北徹夫（きた てつお）
男子バド部顧問。アキレス腱を切った翔太をトレーニングにより選抜大会で優勝させるなど育成能力が優れている。
また業界に強いコネクションがあり、世界大会の試合で関係者でしか入れないところから撮影されたビデオを翔太に貸している。
鬼頭美華（きとう みか）
優飛の姉。翔太たちが入学した年に東城第二高校バドミントン部のコーチに就任。現在は女子バド部の顧問をしている。
もともとはバドミントンの一流選手であったが、事故により選手生命を絶たれる。また、その事故で恋人を失っている。
翔太が優飛に近づくことをよく思っておらず、優飛をバドミントンに集中させるため2人を引き離そうとした。しかし次第に翔太を優飛を支えられる存在として認めるようになり、優飛が大阪から逃げ出してきた時に最初に会いに行ったのが翔太であったこともあり、とうとう2人の仲を認める。
茶色のロングヘアーだったが蛯沢と酷似していたため、現在はシニヨンにしている。
部員からは鬼頭コーチの出す特別練習メニューは才能のない選手を部から追い出すための無理難題と勘違いされるが、実際はその選手の持っているいい部分を伸ばそうとして出した課題であり、コーチとしての能力は非常に高い。

### 富山帝東高校
富山県の強豪校。男子校である。
鳥羽大和（とば やまと）
身長178cm 体重70kg 右利き O型 東京都出身。
翔太と同じ学年。咲香里の前作『やまとの羽根』の主人公で、本作にはライバル校の選手として成長した姿で登場。
吉川を戦慄させる程の高速スマッシュと、相手を翻弄するトリッキーなショットを得意とする。
底抜けに明るく天然気質で、良くも悪くも空気の読めない性格。また、思い立ったら考え無しに即行動するタイプな為、
よく周囲を驚かせている。そういった性格のため作中ではギャグキャラとして描かれる事が多い。
翔太とは馬が合うようで、出会ってすぐにメアド交換するほど仲良くなった。高校1年時のインターハイのダブルスでは美都・吉川に敗れて準優勝だったが、翌年では翔太たちを僅差で破り優勝した。
東京で出会った美羽に惚れたらしく、顔を見るたび熱烈なアプローチを繰り返す。その為、亜南との間には奇妙な確執が生まれている。
全国大会で再会した美羽に思い切って告白するが、振られてしまう。インターハイのダブルスで優勝した際、自分の優勝に涙を流して喜んでくれた早川に無意識にときめいてしまい、以来彼女を意識するようになった。18巻のおまけでは喧嘩しつつも仲睦ましい姿が描かれている。
U-19代表メンバーに選出されている。
上野ハル（うえの ハル）
身長170cm 62kg 右利き A型 インドネシア出身。
翔太と同じ学年。褐色の肌が特徴的。大和同様、『やまとの羽根』の登場人物で、本作でも大和とダブルスを組んでいる。
クールながら、内に秘めた闘志は人一倍ある。
猪突猛進かつ行き当たりばったりな大和に普段から振り回されているが、試合では息の合った連携を見せて美都・吉川コンビに迫った。高校1年時インターハイダブルス準優勝。
U-19代表メンバーに選出されている。
大和の双子の妹・撫子に淡い想いを寄せている。撫子への想いに気づくも、お世話になっている鳥羽家にこれ以上は迷惑はかけられないという思いから彼女に想いを伝えられずにいた。だが、撫子からの告白をきっかけに彼女の両親に事情を説明して家族公認の恋人関係となる。（18巻おまけページより）

### U-19代表メンバー
19歳以下の日本代表メンバー。
神尾竜一（かみお りゅういち）
翔太より1つ学年が上。元新人戦優勝者で高校2年時ではインターハイシングルスベスト4。
親同士が仲が良かったらしく、鬼頭コーチのことを美華姉と呼んでおり、優飛とも親しい。
代表には唯一18歳で選出されている（他は全員17歳）ため、年寄り扱いされている。
インフルエンザにかかっていたため、高校3年時はインターハイ予選に出場することができなかった。
口では優飛のことを好きと言っているが、本当は姉の美華のことが好き。だが、美華には事故で亡くなった恋人がいたため、想いを伝えることができなかった。思い切って美華に告白するも振られてしまう。
沢本翔（さわもと しょう）
翔太と同じ学年。『やまとの羽根』で登場した、大和のライバル。
試合中でも表情を崩さず、相手に考えていることを読ませないポーカーフェイス。また、試合相手をコントロールする術に長けており、実力者の神尾をさえもまるで壁打ちの壁のように扱い、下した。亜南とも対戦した過去を持つ（どちらが勝ったのかは不明）。高校1年時インターハイシングルス準優勝。
『やまとの羽根』では無口なキャラとして描写されていたが、当作品では割と饒舌であり、年相応の表情を見せる場面もあった。
古賀大輔（こが だいすけ）
翔太と同じ学年。選抜大会シングルスで大和を破り、決勝で翔太と対戦した左利きの選手。
一時翔太に対しても0-17とリードするほどの実力者であるが素行が悪く、その後15-20に追い詰められた後、審判に悪態をついたという理由から古賀の監督が懲罰の意味で審判に棄権を宣告したため、準優勝に終わる。
合宿時でも、沢本に癖を聞いた翔太に敗れる。２年時のインターハイでは準決勝まで進んだ。
沢本とは中学時代からのライバルであり、負けず嫌い。
佐野龍之介（さの りゅうのすけ）
翔太と同じ学年。関西出身。
全国大会で見かけた優飛に一目惚れし、当初は翔太と優飛が付き合っていたことを知らず、優飛を賭けて幾度となく翔太に戦いを挑んでいた。勝負に負け続け（1戦のみ引き分け）、優飛のことを諦めようとした時に、2人が付き合っていることを知り、翔太にどういうことか問いただしていた。翔太にはもう勝てないと思い、ダブルスに専念する模様。
今泉（いまいずみ）
山陽チームの選手で、優飛とダブルスを組んでいる。
最初は優飛に対して冷たかったが、優飛の実力を認めるようになってからは仲が良くなっている。
早坂理子（はやさか りこ）
『やまとの羽根』にも登場していた、大和の中学時代の先輩。
高校に進学後もバドを続けているが伸び悩んでおり、何かと大和に八つ当たりのような事をしているため、大和からは少々煙たがられている。しかし彼女自身には、大和に対して別の感情もある模様。

### その他
蝶野 麗子（ちょうの れいこ）
蛯沢・高柳ペアがインターハイ予選決勝で戦った対戦相手。蛯沢に勝てないだけでなく名前を覚えてもらえず、さらに片思いの相手が蛯沢に興味があることからつっかかってくる。1セット先取するものの、スタミナ切れを狙われ敗れる。
鈴木 洋子（すずき ようこ）
蝶野とペアを組むほか、シングルスにも登場し美羽と対戦している。技術が高く、ダブルスでは前衛の高柳を苦しめていた。しかし準々決勝からフルで試合に出た影響でシングルスでは美羽の前にストレートで敗れる。
鳥羽 撫子（とば なでしこ）
『やまとの羽根』の登場人物で、大和の双子の妹。
女子校のバドミントン部に所属しているが、あまり強くない。
大和・ハル・早坂とは、4人でよく会うほど仲良し。
彼女もハルのことが好きで、大和達を4人で水族館に行った際に告白し、両想いとなる。（18巻おまけページより）
氷室（ひむろ）
優飛のマネージャー。優飛がスターになるためにはスキャンダルはご法度なため、翔太と別れさせようとする。但し、これはあくまで「大人の事情」であって、個人的には翔太たちを応援している。
羽柴 源一郎（はしば げんいちろう）
羽柴家の長男。家族の中で孤立している亜南を理解してくれる唯一の人物。母親が亡くなった後は、誰にも懐かない亜南の世話を勉強と両立させてやっていた。仕事で失敗して父親に勘当され、現在は行方をくらましている。実は妻子持ちであり、行方をくらました理由はこのことからきている。
林 健一（はやし けんいち）
翔太と同じ学年。大和や古賀をストレートで破り、実力者である美都に一目おかれるほどの選手。その実力は、インターハイ個人戦シングルスで準決勝まで大差でストレート勝ちし、決勝で翔太とやった時も2ゲーム目は僅差ではあるもののストレート勝ちした。
変わったプレースタイルで、手首のスナップが非常に優れている。17歳にして中国のナショナルメンバー。

## 単行本
- 咲香里『スマッシュ!』講談社〈KC少年マガジンコミックス〉

1. 2006年11月発売、ISBN 978-4063637540
2. 2007年1月発売、ISBN 978-4063637816
3. 2007年3月発売、ISBN 978-4063638097
4. 2007年6月発売、ISBN 978-4063638448
5. 2007年8月発売、ISBN 978-4063638684
6. 2007年11月発売、ISBN 978-4063639155
7. 2008年1月発売、ISBN 978-4063639414
8. 2008年4月発売、ISBN 978-4063639742
9. 2008年6月発売、ISBN 978-4063840032
10. 2008年9月発売、ISBN 978-4063840414
11. 2008年12月発売、ISBN 978-4063840766
12. 2009年2月発売、ISBN 978-4063840995
13. 2009年5月発売、ISBN 978-4063841374
14. 2009年7月発売、ISBN 978-4063841596
15. 2009年10月発売、ISBN 978-4063841947
16. 2010年1月発売、ISBN 978-4063842357
17. 2010年3月発売、ISBN 978-4063842678
18. 2010年5月発売、ISBN 978-4063842975